# Suillus caerulescens
Suillus caerulescens är en svampart som beskrevs av A.H. Sm. & Thiers 1964. Suillus caerulescens ingår i släktet Suillus och familjen Suillaceae.   Inga underarter finns listade i Catalogue of Life.